# Granarium van Hadrianus (Patara)
Het granarium van Hadrianus was een Romeinse graanschuur in de Lycische Patara, gelegen aan de Turkse Middellandse Zeekust nabij Kaş.
De ruïne van de Hadrianus-granarium, gelegen aan de westelijke oever van het Pataraanse havengebied was in het jaar 131 gebouwd ter ere van het bezoek van Hadrianus en zijn vrouw Vibia Sabina. Het verving de graanschuren die tot dan toe gebruikt werden en die aan de basis stonden van Patara's handel en rijkdom. Het werd overigens niet alleen voor de opslag van granen gebruikt. Ook andere consumptiegoederen zoals olijven en wijn werden er opgeslagen.
Het granarium was 75 bij 25 meter en bevatte acht gelijke opslagkamers die onderling met een doorgang verbonden waren en elk was van een deur voorzien aan de oostgevel dat op de buitenhaven uitzag.
Tezamen met een gelijknamige graanschuur in Andriake was het een van de twee grootste Romeinse opslagplaatsen in de regio.